# Borikenophis prymnus
Borikenophis prymnus (муертоський полоз) — вид змій родини полозових (Colubridae). Ендемік Пуерто-Рико.

## Поширення і екологія
Муертоські полози є ендеміками острова Каха-де-Муертос, розташованого на південь від Пуерто-Рико. Вони живуть в сухих тропічних лісах.